# دوغلاس بوث
دوغلاس جون بوث (بالإنجليزية: Douglas Booth)‏ ،الشهير بدوغلاس بوث هو ممثل بريطاني، ولد يوم 9 يوليو 1992 م في لندن. كانت والدته فيفيان رسامة، وكان والده سيمون بوث خبير مالي.

## حياته
نشأ دوغلاس في غرينتش، لندن ، وفي عمر العاشرة انتقل إلى كنت. التحق دوغلاس بمدرسة سولفيلد وكان يعاني من عسر القراءة وظل بطيء في القراءة حتى سن العاشرة. كان دوغلاس يواجه صعوبة في الدراسة وكان يضطر لبذل مجهود أكبر من زملائه. كان دوغلاس يعزف البوق وهو طفل وظهر اهتمامه بالدراما في سن الثانية عشر بعد مشاركته في مسرحية مدرسية بعنوان (Agamemnon). التحق بالمسرح الوطني للشباب وهو في سن الثالثة عشر بالإضافة إلى مشاركته في مدرسة جيلدهول للموسيقى والدراما. انضم دوغلاس لوكالة كيرتس براون للتمثيل وهو في سن الخامسة عشر.

## أهم أعماله الفنية
بدأ دوغلاس مشواره الفني عام 2006 من خلال فيلم (Hunters of the Kahri)، بعد ذلك عام 2009 شارك في فيلم (From Time to Time). تنوعت أدواره بعد ذلك من خلال عدد من المسلسلات والأفلام التلفزيونية حتى شارك عام 2013 في دور روميو في فيلم روميو وجولييت ، في عام 2014 شارك دوغلاس بوث في فيلم نوح وفلم صعود جوبيتور.
في عام 2013، تألق بوث في فيلم روميو وجولييت الذي أخرجه كارلو كارلي. في عام 2014، كان له ظهور في فيلم نوح الذي أخرجه دارين أرونوفسكي وفيلم نادي الشغب الذي كتبته لوني سشرفيج، وفي عام 2015 شارك ببطولة فيلم صعود جوبيتر الذي ألفه وأخرجه الأختان وتشاوسكي ، وفي عام 2017 شارك ببطولة فيلم مع حبي فينسنت.

## وصلات خارجية
- دوغلاس بوث على موقع IMDb (الإنجليزية)
- دوغلاس بوث على موقع ألو سيني (الفرنسية)
- دوغلاس بوث على موقع تيرنر كلاسيك موفيز (الإنجليزية)
- دوغلاس بوث على موقع أول موفي (الإنجليزية)
- دوغلاس بوث على موقع قاعدة بيانات الأفلام السويدية (السويدية)
- دوغلاس بوث على موقع قاعدة بيانات الفيلم (الإنجليزية)
- دوغلاس بوث على موقع كينوبويسك (الروسية)